# 豊嶋花
豊嶋 花（とよしま はな、2007年〈平成19年〉3月27日 - ）は、日本の女優である。旧芸名、豊島 花。
東京都出身。スマイルモンキーを経て、スターダストプロモーション制作1部所属。以前は豊島 花としてシーアンドティー（キャロット）に所属していた。

## 来歴
2008年、1歳の時から芸能活動を開始。
5歳の時、映画『外事警察 その男に騙されるな』 のオーディションを受け、言葉を話せない役のため表情での演技が重要視されたが、監督の堀切園健太郎は「この子であればセリフはいらないと確信した」と語った。同作において可憐な容姿と大人顔負けの演技が絶賛され、「第2の芦田愛菜」として注目を集める。
2012年、NHK連続テレビ小説『梅ちゃん先生』に出演。
2013年、NHK大河ドラマ『八重の桜』で山本覚馬の娘・みねの幼少期を演じた後、連続テレビ小説『あまちゃん』で天野春子 の幼少期を演じる。
同年6月公開の映画『真夏の方程式』で杏が演じる川畑成実の幼少期を演じる。さらに、3度目の連続テレビ小説出演となる同年10月放送開始の『ごちそうさん』でも杏が演じるヒロイン・め以子の幼少期を演じて知名度を上げる。
同年11月、『TRF イージー・ドゥ・ダンササイズ』キャンペーンキャラクターに抜擢され、「踊ってみた」動画で特技のダンスを披露する。
2017年、テレビ朝日系帯ドラマ劇場『トットちゃん!』で黒柳徹子 の幼少期を演じる。
2019年春に中学生となり、子役事務所のスマイルモンキーを退所しスターダストプロモーション制作1部に移籍する。
2025年、Netflix映画『新幹線大爆破』で重要人物・小野寺柚月役を演じ注目される。

## 人物
- 身長は158cm[1]。血液型はO型[2]。
- 趣味はギター、菓子作り、絵を描くこと、写真撮影、読書、音楽鑑賞、ダンス、歌うこと[3]。
- 特技はダンス、作文[3]。

## 出演

### 映画
- 外事警察 その男に騙されるな（2012年6月2日） - 奥田琴美 役
- 旅の贈りもの 明日へ（2012年10月27日、福井県では10月13日先行公開） - 結花（幼少期） 役
- 真夏の方程式（2013年6月29日） - 川畑成実（幼少期） 役
- アズミ・ハルコは行方不明（2016年12月3日） - 安曇春子（幼少期） 役
- 恋妻家宮本（2017年1月28日） - 井上エミ 役
- 映画 めんたいぴりり（2019年1月18日） - 英子 役
- 生理ちゃん（2019年11月8日） - 久保かりん 役
- 劇場版 おいしい給食 Final Battle（2020年3月6日） - 藤井マコ 役
- 名も無き世界のエンドロール（2021年1月29日） - ヨッチ（小中学生期）役
- 都会のトム&ソーヤ（2021年7月30日） - ヒロイン・堀越美晴 役[18]
- ちひろさん（2023年2月23日） - 瀬尾久仁子 役[19]

#### 短編映画
- もちつきラプソディ（2015年）
- 冬子の夏（2022年11月、伊参スタジオ映画祭で初上映）- 主演・冬子 役（長澤樹とW主演）[20]

#### WEB映画
- 新幹線大爆破 (2025年の映画)（2025年4月23日） - 小野寺柚月 役[16][17]

### テレビドラマ
- 法医学教室の事件ファイル33（2011年6月11日、テレビ朝日） - 真央 役
- 東京全力少女（2012年10月10日 - 12月19日、日本テレビ） - 佐伯麗（幼少期） 役
- 37歳で医者になった僕〜研修医純情物語〜 最終話（2012年6月19日、関西テレビ） - 葛城すず（幼少期） 役
- 車イスで僕は空を飛ぶ（2012年8月25日、日本テレビ、24時間テレビ 「愛は地球を救う」ドラマスペシャル）
- 特命戦隊ゴーバスターズ 第23話（2012年7月29日、テレビ朝日） - ナオ 役
- 連続テレビ小説（NHK）
  - 梅ちゃん先生（2012年） - 中井育代 役
  - あまちゃん（2013年） - 天野春子（幼少期） 役
  - ごちそうさん（2013年 - 2014年） - 卯野め以子（幼少期） 役
- 白虎隊〜敗れざる者たち（2013年1月2日、テレビ東京） - 西郷常盤子 役
- 大河ドラマ（NHK）
  - 八重の桜（2013年） - 山本みね（幼少期） 役
  - どうする家康（2023年） - たね 役[21]
- 最も遠い銀河（2013年2月2日・3日、テレビ朝日） - 渡梢（幼少期） 役
- 鼠、江戸を疾る 第3話（2014年1月23日、NHK） - お咲 役
- KAZEOKE チャンピオン大会SP（2014年2月2日、WOWOW） - 謎の少女・愛 役
- 生きたい たすけたい（2014年3月11日、NHK） - 梨緒 役
- 昼顔〜平日午後3時の恋人たち〜（2014年7月17日 - 9月25日、フジテレビ） - 滝川陽菜 役
- 美女と男子 第4回（2015年5月5日、NHK） - シズカ 役
- 武士の娘 鉞子とフローレンス（2015年、NHK BS1） - 花野 役
- 限界集落株式会社（2015年1月31日 - 2月28日、NHK） - 大内美穂（幼少期）役
- 嫌な女（2016年3月 - 4月、NHK BSプレミアム） - 小谷夏子（幼少期） 役
- キッドナップ・ツアー（2016年8月2日、NHK総合） - ヒロイン・ハル 役 [22]
- ほんとにあった怖い話（フジテレビ）
  - 「病棟に棲む五円玉」（2016年8月20日） - 藤木麻友 役
  - 「視える!?」（2024年8月17日） - 神保美咲 役[23]
- 家政夫のミタゾノ 第5話（2016年11月18日、テレビ朝日系） - 安藤アイリ 役
- 猫忍 第八話〜（2017年3月、tvkほか） - お花 役
- トットちゃん!（2017年10月2日 - 12月22日、テレビ朝日） - 黒柳徹子 （幼少期）役[13]
- まかない荘2（2017年10月17日 - 12月19日、メ〜テレ） - 山中麻奈 役
- トドメの接吻（2018年1月 - 3月、日本テレビ） ‐ 佐藤宰子（幼少期） 役
- 我が家の問題 第1回（2018年2月4日、NHK BSプレミアム） - 高木美咲 役
- BG〜身辺警護人〜 第6話（2018年2月22日、テレビ朝日） ‐ 鮫島彩矢 役
- デイジー・ラック（2018年4月20日 - 6月22日、NHK総合） - 周防薫（幼少） 役
- 虫籠の錠前（2019年3月 - 5月、WOWOW） - ヤナ（幼少期） 役
- やすらぎの刻〜道（2019年4月8日 - 2020年3月27日、テレビ朝日） - 荒木りん 役[24]
- おいしい給食（2019年10月13日 - 12月15日、tvk・TOKYO MX・BS12ほか） - 藤井マコ 役[25]
- 死役所 第4話（2019年11月6日、テレビ東京） - 伊達夏加 役[26]
- 悪魔の弁護人・御子柴礼司 〜贖罪の奏鳴曲〜 第1話・第2話（2019年12月7日・15日、東海テレビ） - 津田美雪 役
- 青のSP―学校内警察・嶋田隆平―（2021年1月12日 - 3月16日、関西テレビ・フジテレビ） - 長田彩花 役[27]
- 大豆田とわ子と三人の元夫（2021年4月13日 - 6月15日、関西テレビ・フジテレビ） - 大豆田唄 役[28]
- お耳に合いましたら。（2021年9月10日、テレビ東京） - 西園寺ヒナミ 役[29]
- SDGsミニドラマ「シシが舞うとき〜山への感謝〜」（2021年11月11日・18日、NHK総合） - ヒロイン・佐々木美優 役[30]
- 教祖のムスメ（2022年6月2日 - 7月14日、tvkほか） - 湯田いちか 役[31]
- みなと商事コインランドリー（2022年7月7日 - 9月22日、テレビ東京） - 香月桜子 役[32]
  - みなと商事コインランドリー2（2023年7月6日 - 9月21日、テレビ東京）[33]
- 怖い絵本 Season6「おともだち できた?」（2022年8月22日、NHK Eテレ） - 出演と朗読[34]
- 祈りのカルテ 研修医の謎解き診察記録（2022年10月8日 - 12月17日、日本テレビ） - 四十住沙智 役[35]
- 瑠璃も玻璃も照らせば光る（2022年12月27日、フジテレビ） - 主演・木村ひかる 役[36]
- ばらかもん（2023年7月12日 - 9月20日、フジテレビ） - 山村美和 役[37]
- 君が死ぬまであと100日（2023年10月24日 - 12月26日、日本テレビ） - ヒロイン・神崎うみ 役[38]
- 藤子・F・不二雄 SF短編ドラマ シーズン3「宇宙（そら）からのオトシダマ」（2025年3月26日、NHK BSプレミアム4K）[39]
- なんで私が神説教（2025年4月12日 - 6月14日、日本テレビ） - 内藤彩華 役[40]
- 夜ドラ あおぞらビール（2025年6月16日 - 、NHK総合） - 三条弥生 役[41]

### その他のテレビ番組
- いないいないばあっ!（2008年後半、NHK教育）
- それいけ!アンパンマンくらぶ（2011年 - 2015年、BS日テレ）
- みんなのうた「しじみのダンス」（2012年6月 - 7月、NHK教育）
- ママモコモてれび（2012年 - 、日本テレビ）
- できた できた できた 「やさしさいっぱいの町」（2013年、NHK Eテレ）
- どちゃもん じゅにあ 声の出演（2013年、NHK Eテレ）

### ラジオドラマ
- FMシアター ひかりの子たち（2020年7月4日、NHK-FM） - 中川由璃子 役

### CM
- 東進こども英語塾「Hello Song篇」（2011年）
- 花王「ハミングNeo」（2011年）
- 任天堂「Wii 集まればWii 親戚ダンス篇」（2011年）
- アガツマ「アンパンマン わくわくふんすいパラダイス」（2012年）
- ハナマルキ
  - 「塩こうじ 塩こうじ中・水炊き篇」（2012年）
  - 「塩こうじ 塩こうじ中・唐揚げ篇」（2012年）
  - 「塩こうじ 液体塩こうじ・黄金チャーハン篇」（2013年）
  - 「塩こうじ 液体塩こうじ・浅漬け篇」（2013年）
- パイロットコーポレーション「書く、を支える。篇」（2012年）
- MSD「子宮頸がんワクチン 未来へ篇」（2012年）
- 日産自動車 セレナ「わんこそば体験篇」（2013年）
- 住宅金融支援機構「フラット35」（2013年 - ）
- サントリー「天然水サーバー わが家は南アルプス篇」（2013年 - ）
- 旭化成「フロッシュ 絵本篇」（2013年）
- TRF EZ DO DANCERCIZE avex Special Edition 発売キャンペーン[42]（2013年）
- グリコ パピコ 「大人AKB48 募集告知篇」（2014年3月）
- 丸美屋
  - 家族のお茶漬けシリーズ（2014年 - ）
  - ソフトふりかけシリーズ「食べたい 篇」（2014年4月 - ）
  - かけうま麺用ソースシリーズ「TRY 篇」 「まねっこ 篇」（2014年7月 - ）
  - おもち亭「ほんの『おもち』です！キャンペーン」（WebCM、2014年）
  - 家族の初夢キャンペーン（WebCM、2015年）
  - のりたま（2015年）
  - 釜めしの素シリーズ「がんばれる理由」(2017年）
  - 混ぜ込みわかめ「混ぜ込みエール 篇」(2023年)
- 森永乳業「ビヒダスヨーグルト BB536ビヒダンス」（WebCM、2015年）
- 日本図書普及 図書カードNEXT - 伊礼姫奈、上田航平（ゾフィー）と共演[43]
  - 2022年3月 - 6月[44]
  - 2025年2月26日 - [43][44]
- キリンビバレッジ
  - iMUSE 朝の免疫ケア「元気すぎる母」篇（2022年3月 - ）※天海祐希と共演[45]
  - おいしい免疫ケア「季節の変わり目」篇（2023年3月 - ）※天海祐希と共演[46]
- ニベア花王「ニベアクリーム」「北風のニベア 豊嶋花」篇（2024年10月 - ）[47]

### CD
- みんなのうた「しじみのダンス」（2012年）ゆきまゆこ（うた）＆しじみシスターズ（おどり）

### PV
- 氣志團 ライブ映像（2010年）
- 味の素「アンパンマンポテト」BSインフォマーシャル（2012年）
- 新妻聖子「ありがとう」PV（2012年）
- 夏代孝明「Gänger」PV（2018年）

### WEB
- GReeeeN × antenna* 限定ムービー『「愛唄」娘の演奏会篇』（2016年）

### WEBドラマ
- 晴れたらいいね（2025年1月10日、Amazon Prime Video） - 高沼節子 役[48][注 5]

### スチール
- 「RONI2009 春夏カタログ」（2009年）- ベビーモデル
- 成美堂出版「未来にかがやく男の子・女の子の名付け辞典」（2009年）
- 彩邑「エスタジオ・ラモ『China & Chico』」（2013年）
- JR西日本「モバイルICOCA」（2024年）

### オーディオドラマ
- 色のない世界で、君と（2021年、Spotify） - 主演・南野柑奈 役[50]